# ブリエンツ・ロートホルン鉄道H2/3 12...16形蒸気機関車

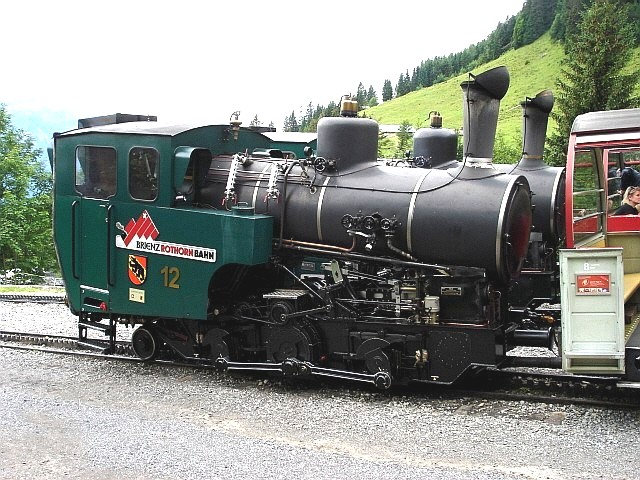
前傾した形態を持つHG2/3 12号機

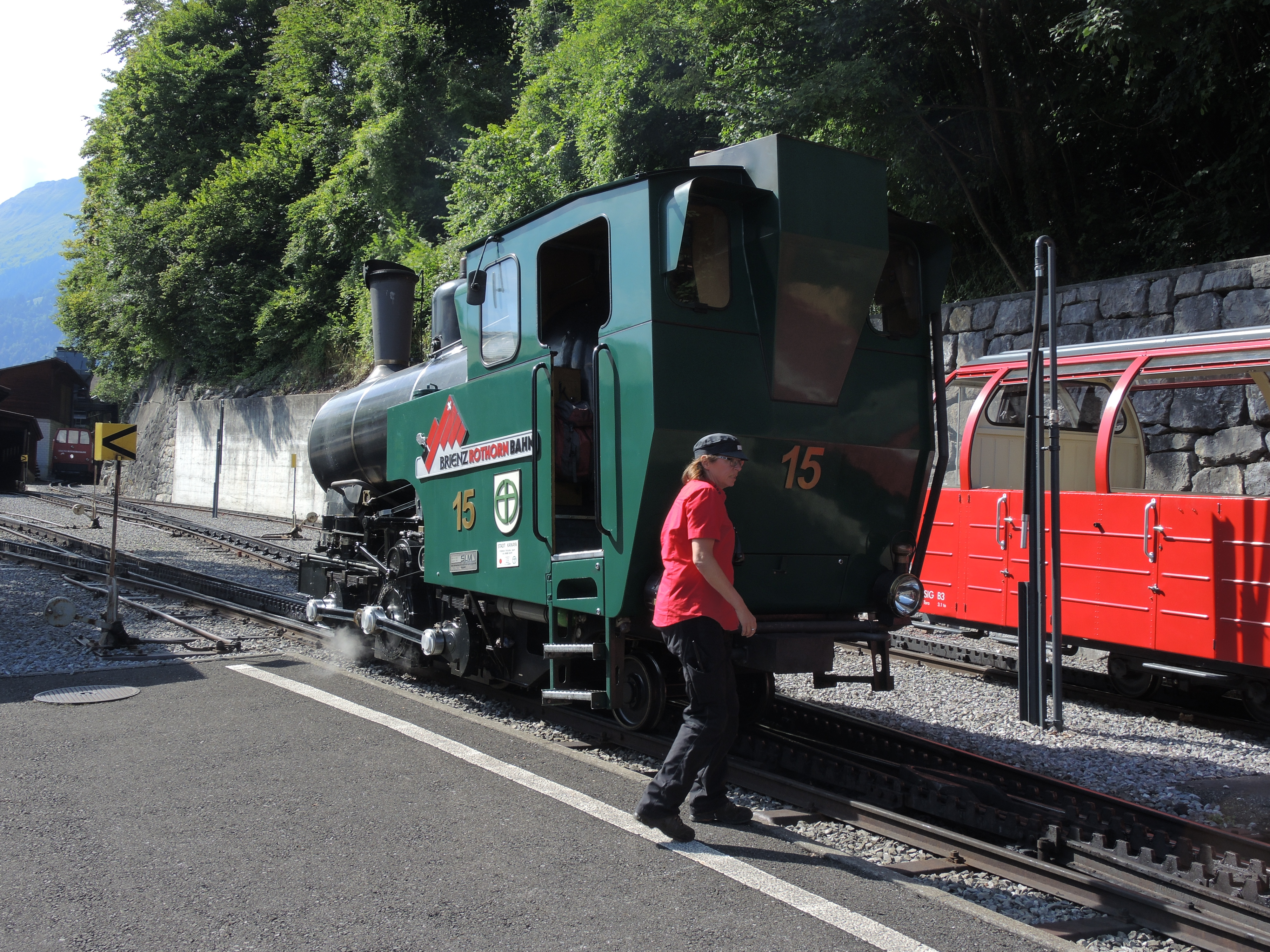
HG2/3 15号機、"KANAYA"（静岡県旧金谷町）の機体名と紋章を持つ

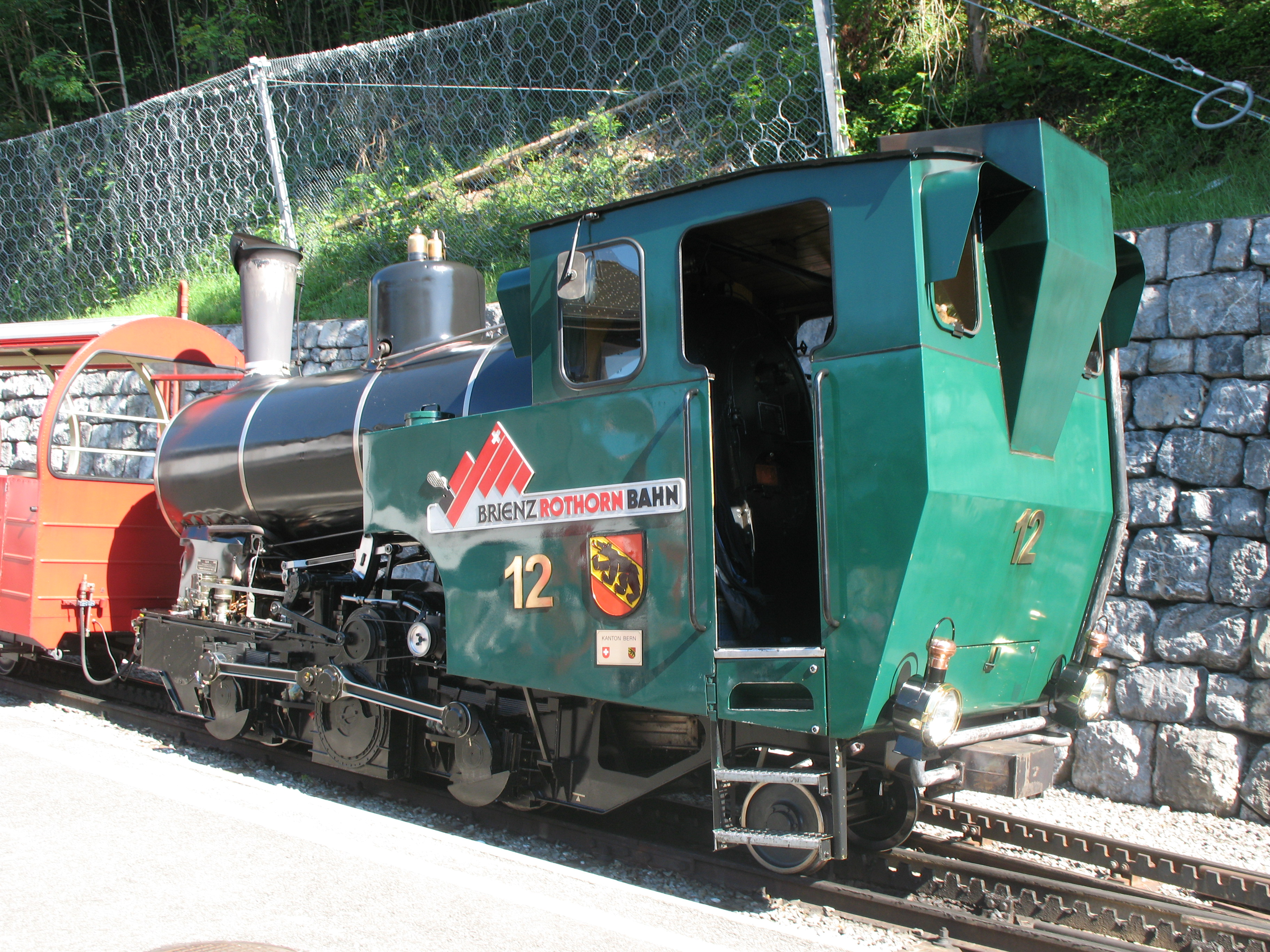
HG2/3 12号機の背面

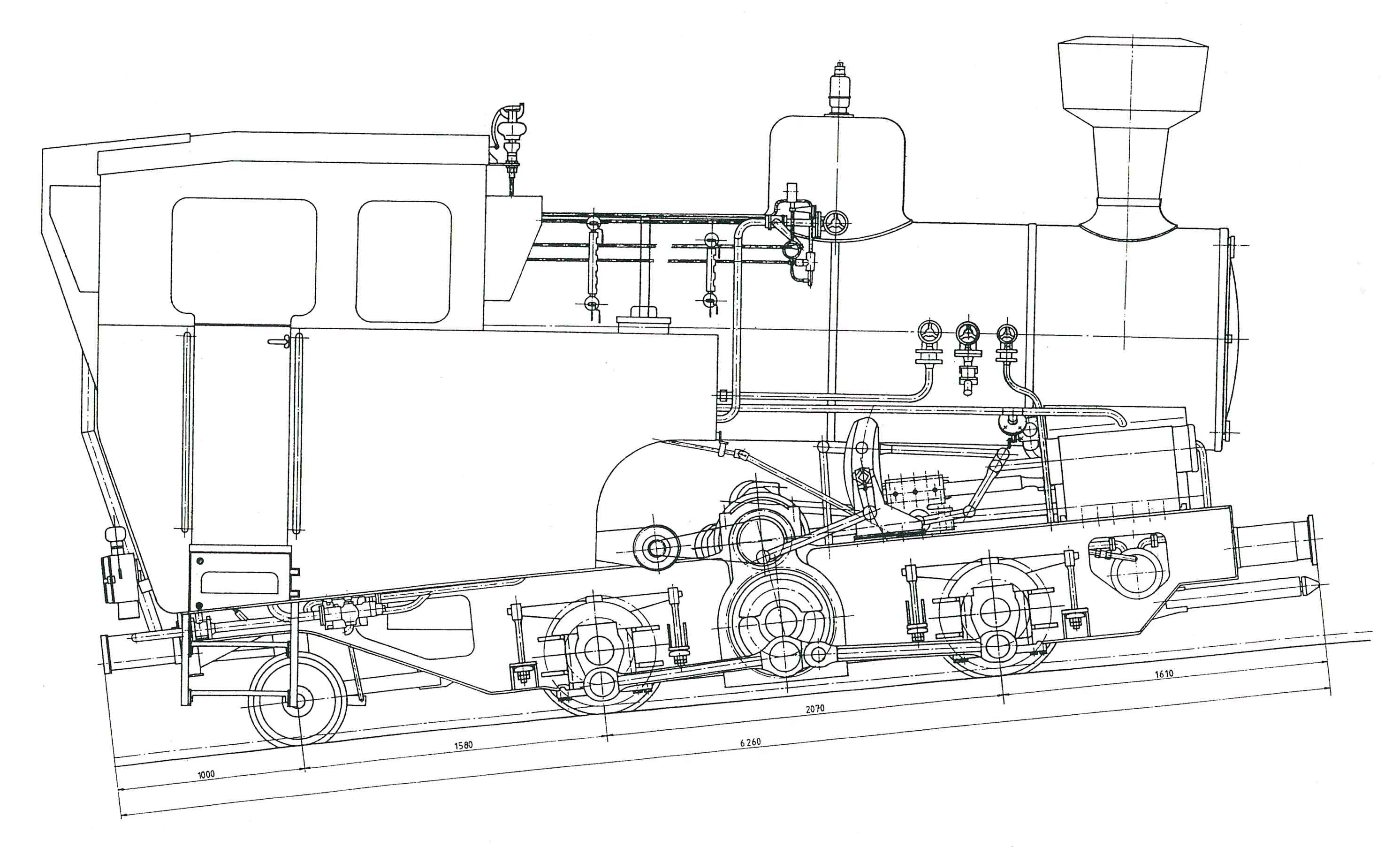
HG2/3 12...16形と同型のオーストリア国鉄の機体の形式図

ブリエンツ・ロートホルン鉄道H2/3 12...16形蒸気機関車（ブリエンツ・ロートホルンてつどうH2/3 12...16がたじょうききかんしゃ）は、スイス中央部の私鉄であるブリエンツ・ロートホルン鉄道（Brienz Rothorn Bahn（BRB））で使用されている山岳鉄道用ラック式蒸気機関車である。

## 概要
ブリエンツ・ロートホルン鉄道はスイス中央部ブリエンツ湖畔のブリエンツから標高2350mのブリエンツ・ロートホルンの山頂近くの2244mまでを登る800mm軌間の登山鉄道として1892年に開業し、蒸気機関車牽引の列車で運行されていた。その後1924-31年の間一時運行を休止し、再開後も引き続きH2/3 1I-5形およびH2/3 6-7形蒸気機関車牽引の列車で運行されていたが、1970年代に入り、輸送力増強のためHm2/2 8-11形ディーゼル機関車が導入されて蒸気機関車とともに運行され、気動車の導入が計画されたこともあった。しかしながら、その後1990年代に入り、開業当初より使用されていたH2/3 1I-5形の経年が進んでいたことと、他の形式では客車2両を推進していたが同形式では客車1両のみの推進であったこと、蒸気機関車による列車を目的とした観光客の要望へ応える必要があったことから、開業100周年を迎える1992年に新たに蒸気機関車を新製することとして導入された機体が本項で述べるH2/3 12...16形である。
本形式はラック式蒸気機関車で多くの実績を持つSLMが製造したラック式蒸気機関車であるが、同社は1873年に最初のラック式蒸気機関車をオーストリアのカーレンベルク鉄道向けに製造して以降、ラック式の蒸気機関車の製造を得意として世界的に多くのシェアを占めるようになっており、その後1970年頃の統計では世界のラック式蒸気機関車の33%が同社製となっている。また、この機体は同様にラック式の蒸気機関車を運行していたオーストリア国鉄のシュネーベルク線およびシャフベルク線と、観光用に蒸気機関車による列車の復活を計画していたモントルー-テリテ-グリオン-ロシェ・ド・ネー鉄道とがほぼ同一の機体をそれぞれ999.2形（現ザルツカンマーグート鉄道Z11形）として4機、H2/3 1II形として1機をそれぞれ導入し、ブリエンツ・ロートホルン鉄道のH2/3 12、14、15号機の3機と合せて全8機のシリーズとなっており、このうちモントルー-グリオン-ロシェ・ド・ネー鉄道が導入した機体は2005年にブリエンツ・ロートホルン鉄道が譲受し、本形式に編入されてH2/3 16号機となっている。なお、SLMはその後1990年代における欧州の鉄道関連メーカーの再編の中で、2000年に蒸気機関車製造・整備事業をDLMに分離しており、本シリーズは同社で引続きカタログモデルとしてラインナップされている。
本形式はラック式専用のもので、本シリーズが導入される路線の最急勾配が196-255パーミルの上り片方向の勾配の路線であったため、その約1/2である100パーミルの上り勾配でボイラーおよび運転室が水平となるよう前傾した構造となっているほか、機関車前部の煙室下部にシリンダを配置し、歯車による減速装置を併用することで機体を小型にまとめていることが特徴となっている。また、1990年代の新設計の機体であり、時代に合わせて以下のような設計要件が考慮されている。
- オイル専燃化などによる機関助士廃止に伴う乗務員1名運転の実施
- 軽量溶接構造の採用による機関車本体の軽量化により、その分の輸送力の増強
- 近代的構造の採用による保守作業および可動部への給油作業の低減
- 自動電気予熱装置の導入による、騒音、排気のない予熱と出庫時の始動の迅速化
- ボイラーの断熱強化による熱損失の抑制
- オイル専燃化による無煙化と環境基準への適合
- 独立した3系統のブレーキシステムによる安全確保
- 電気回路による保安システムの導入

ブリエンツ・ロートホルン鉄道では1992年に一次車としてH2/3 12号機を導入して運行を開始し、その後1996年に二次車としてH2/3 14、15号機を導入、さらに前述のとおり2005年にはモントルー-グリオン-ロシェ・ド・ネー鉄道からH2/3 1II号機を譲受してH2/3 16号機としている。各機体の機番、SLM製番、製造年、機体名、価格は以下の通り。
- 12 - 5456 - 1992年 - Kanton Bern - 1,800,000
- 14 - 5689 - 1996年 - Gemeinde Brienz - 2,100,000
- 15 - 5690 - 1996年 - Stadt Kanaya - 2,100,000
- 16 - 5457 - 1992年 - （機体名なし） - 1,746,000 - 2005年にモントルー-テリテ-グリオン-ロシェ・ド・ネー鉄道のH2/3 1II号機を譲受

## 仕様

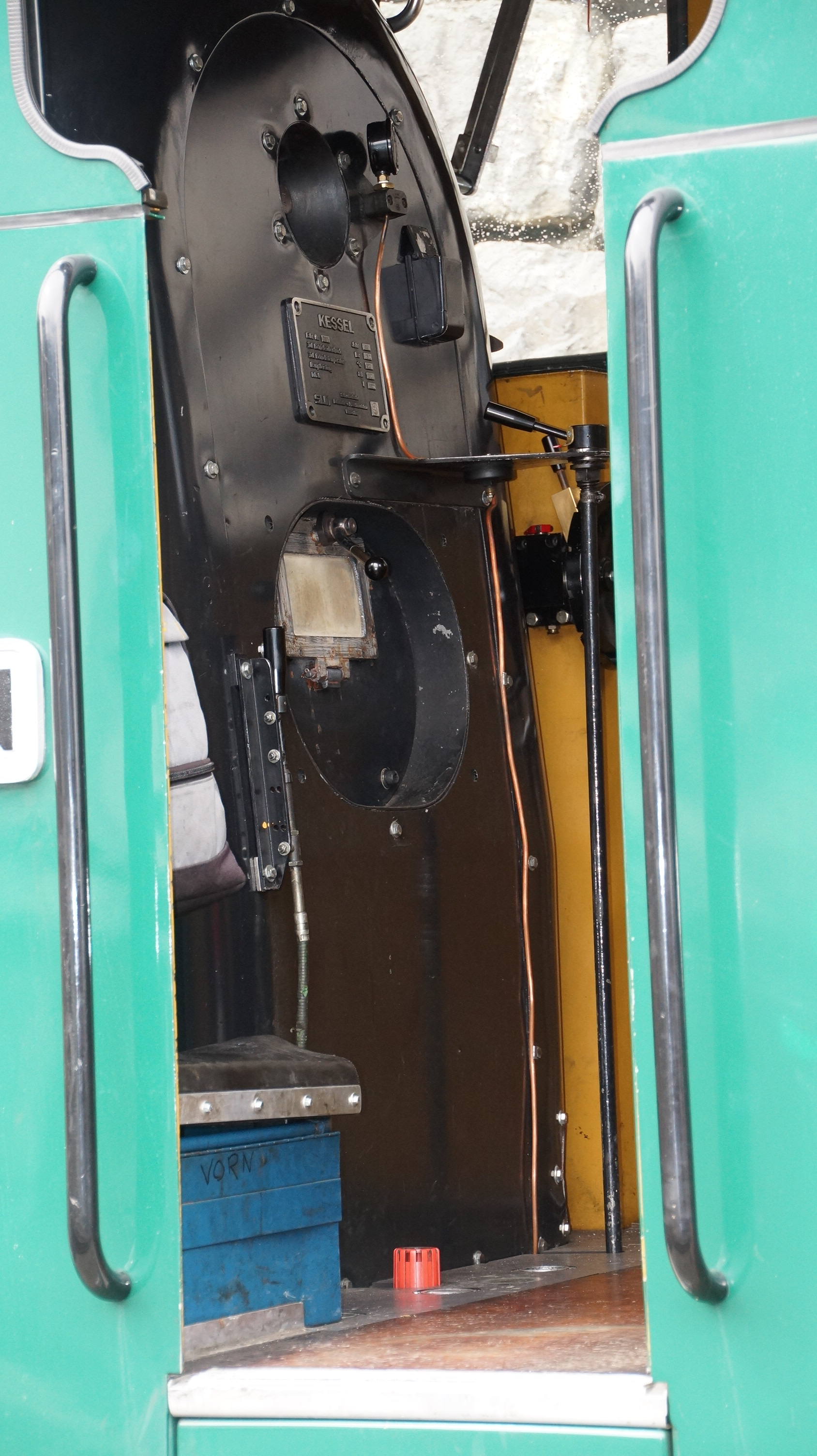
乗務員1名運転に対応したシンプルな運転室

### 車体
- 外観は前傾したボイラーに2軸ピニオン軸および支持輪と従輪を車軸配置2zz'1に配置し、煙室下部にシリンダを配置しているもので、煙室扉周りや運転室周りを始め、全体にシンプルなデザインの架過去のスイス製蒸気機関車の標準的なスタイルを受継いだものとなっている。ボイラーおよび運転室が100パーミルの勾配で前傾しており、台枠、支持輪、従輪、シリンダほか走行装置が水平となっている。なお、過去のSLM製の登山鉄道用のラック式蒸気機関車では、ボイラーおよび運転室、シリンダが前傾し、支持輪、従輪ほか走行装置が水平となっている形態か、ボイラーのみが前傾して運転室・シリンダや弁装置・走行装置などが水平となる形態となっていたが、本形式ではその中間の方式となっている。
- 台枠は小型ディーゼル機関車などと同様の鋼板溶接組立の軽量構造のもので、前部にボイラー台を兼ねたシリンダブロックを置き、その上にボイラーを設置している。この台枠をはじめとして軽量化に配慮した構造となっており、定格出力300kWで空車重量は13.2tと、同220kW、16.7tのH2/3 6-7形や、同170kW、13.0tのH2/3 1I-5形と比較して大幅な重量減となっており、その分を推進力の増強に充てている。運転室は1名乗務に対応した機器は一となっているほか、背面上部に燃料油タンクが設置されている。また、運転室背面下部には2か所の丸型の引掛式の前照灯および標識灯が設置できるようになっていたが、列車の中間に入る機関車正面には通常は灯具類は装備されていない。連結器は機関車前部端梁の中央に緩衝器が、後部には鋼材による緩衝器受けが設置される簡易なもので、客車等の牽引用にその左右に連結用のチェーンを設置することができるものとなっているほか、前部端梁には電気連結器、空気連結器が併設されている。

### 走行装置
- ボイラーは全伝熱面積が43.53m2、使用圧力：16kg/cm2の過熱蒸気式である。ボイラーは火室内にオイルバーナーを配置したオイル専燃式でボイラー内の燃焼効率を向上させることで、同年代、同出力のディーゼル機関車と比較して排気ガス内の一酸化炭素排出量は約1/5、窒素酸化物排出量は約1/9であるほか、硫黄酸化物も約2倍程度となっているほか、新しい断熱材の使用により熱損失を抑えたものとなっている。
- 走行装置はピニオン駆動用に2シリンダ単式でワルシャート式弁装置の駆動装置を装備している。径280mm×行程400mmのシリンダを台枠上の煙室下部に配置して、同じくボイラー下部の台枠上に設置された中間軸を駆動し、駆動力は中間軸の小歯車から歯車比1:2.3で一段減速されてジャック軸の大歯車へ伝達され、そこからロッドで動力を前後2軸のピニオン軸に伝達する方式となっている。台枠に設置された2軸のピニオン軸にはピニオン軸とは独立して回転する支持輪が軸距2070mm、軌間800mmで配置され、これと1軸従台車とを合わせて車軸配置は2zz'1となっている[10]。ラック方式はラックレール2条のアプト式でピニオン有効径は573mmの2枚組でブレーキドラムを併設したもの、支持輪径は653mm、従輪径は440mmである。車輪やロッド類の回転部にはベアリングが使用されて給油作業を省略しており、ピニオン軸の軸箱支持方式はペデスタル式、軸バネは重ね板ばねとなっている。なお、ピニオン径を688mmに増径し、支持輪径および従輪径もこれに合わせて大きくすることにより、最高速度を12km/hから15km/hに向上することができる設計となっている。
- 空気圧縮機、給水器などの補機類は中間軸からのベルト駆動となっているほか、給水加熱器を台枠内前部に搭載している。また、燃料油積載量は560l、水積載容量は1.4m3で、水タンクはサイドタンク式である。なお、本形式と同時にSLM製の電気式の給水加熱器2機が導入されている。この装置を接続すると機関車は無人状態でボイラー圧力10kg/cm2を維持することができ、出庫時にオイルバーナー点火後10分程度で運行につくことができるものとなっている。
- ブレーキ装置は、常用ブレーキとして反圧ブレーキを装備しているほか、2系統の非常ブレーキとして、ピニオンに併設されたブレーキ用ドラムに作用するバンド式空気制御式ばねブレーキ（ブレーキシステムI）と、中間軸に併設されたブレーキ用ドラムに作用するバンド式手ブレーキブレーキ装置（ブレーキシステムII）が設置される。ブレーキシステムIはばねによる常時作動のブレーキを空気圧により解除するもので、本形式が推進する客車にも同じブレーキ装置が装備されているほか、ブレーキ制御装置の不具合時にも山頂側の駅から山麓側の駅まで安全に列車を戻すことができるよう、台枠横に200psiの圧縮空気ボンベを搭載している。また、電気式の加速度検知装置により、最高速度15km/hを10%超過した時点で非常ブレーキが動作するようになっているほか、デッドマン装置を装備している。

### 主要諸元
- 軌間：800mm
- 方式：2シリンダ、過熱蒸気式タンク機関車
- 軸配置：2zz'1
- 最大寸法：全長6260mm、全幅2200mm、全高3200mm
- 機関車全軸距：3650mm
- 固定軸距：2070mm
- 支持輪径：653mm
- 従輪径：440mm
- ピニオン有効径：573mm（最高速度向上（15km/h）用は688mm）
- 自重：13.2t
- 運転整備重量：15.7t
- ボイラー
  - 火室伝熱面積/ボイラー伝熱面積/過熱面積/全伝熱面積：5.14m2/25.84m2/13.23m2/43.53m2
  - 使用圧力：16kg/cm2
- シリンダ
  - 径：280mm
  - ストローク；400mm
  - 減速比：2.3
- 弁装置：ワルシャート式
- 出力：300kW
- 牽引力
  - 牽引力：70kN
  - 牽引トン数：17t（250パーミル上り）
- 最高速度：12km/h（250パーミル上り）
- 水搭載量：1.2m3（ボイラー内）、1.4m3（水タンク内）
- 燃料搭載量：560l
- ブレーキ装置：手ブレーキ、反圧ブレーキ、空気制御式ばねブレーキ

## 運行
- 製造後はブリエンツ・ロートホルン鉄道の全線で運用されている。この鉄道はスイス国鉄[11]唯一の1m軌間の路線で現在ではツェントラル鉄道[12]の路線となっているブリューニック線およびブリエンツ湖の船運と接続するブリエンツから、標高2350mのブリエンツ・ロートホルン山頂付近のロートホルンクルムへ登る登山鉄道であり、全長7.60km、標高566.0-2244.0m、最急勾配250パーミルの山岳路線である。ラック方式はラックレールが2条のアプト式で、ピッチ120mm、歯末たけ15mm、歯先レール面上高50mm、歯厚25mmとなっている。
- ブリエンツ・ロートホルン鉄道では本形式が客車2両を推進する列車で、H2/3 1I-5形は1両、H2/3 6-7形およびHm2/2 8-11形は2両の客車を推進してそれぞれ運行されており、多客時には続行運転で運転されている。なお、本形式は空気制御式ばねブレーキを装備したB 3II-9形およびB 14-15形と編成を組むことが多くなっており、一往復での水使用量は約2m3、燃料消費量は約150lとなっている。また、開業から現在に至るまで冬季は運休している。
- 1999年のデータでは本形式の輸送旅客1名あたりの運行コストはHm2/2 8-11形とほぼ同一、H2/3 6-7形の約25%、H2/3 1I形の約12%となっており、1993-95年には全列車の約20-25%で使用されており、H2/3 14および15号機が増備された1996年以降は約45-60%、H2/3 16号機が増備された2005年以降は約60-65%程度の列車が本形式の牽引で運行されている。

## 同型機

### モントルー-テリテ-グリオン-ロシェ・ド・ネー鉄道H2/3 1II形
- スイス西部レマン湖畔のモントルーから標高2042mのロシェ・ド・ネー山の山頂近くまで登る800mm軌間、最急勾配220パーミルのラック式の登山鉄道であるモントルー-グリオン-ロシェ・ド・ネー鉄道（当時、現モントルー-ヴヴェ-リヴィエラ交通）の通称モントルー-テリテ-グリオン-ロシェ・ド・ネー線では、グリオン - ロシェ・ド・ネー間が非電化で開業して蒸気機関車が推進する列車で運行されていたが、その後1938年に全線が電化されていた。しかし、観光客誘致を目的に蒸気機関車推進による列車を復活させることとなり、H2/3 1II形1号機を1992年に導入している。前述のとおり本機は2005年ブリエンツ・ロートホルン鉄道に譲渡されており、現在ではモントルー - グリオン間が電化開業した際に導入されたHGe2/2形電気機関車のうちHGe2/2 2号機が動態保存され、同時代の客車を推進する列車が運行されている。

### ザルツカンマーグート鉄道Z11形
- オーストリア国鉄が当時運行していた非電化のラック式路線のシュネーベルク線およびシャフベルク線ではドイツのクラウス[13]のリンツ工場製で1897年製の999.0形[14]や1893年製の999.1形[15]といった旧型のラック式蒸気機関車が運行されていた。1992年に導入された999.201号機はシュネーベルク線に導入されて使用され、その後1996年に999.202-204号機の3機がシャフベルク線に導入されている。その後シャフベルク線の運行がザルツカンマーグート鉄道に移管され、999.2形も4機全機がZ11形のZ11-Z14号機としてシャフベルク線で使用されるようになっている。
- 本形式は軌間が1000mmとなっているほか、レールとラックレールの位置関係の際のため支持輪径が706mm、従輪径が496mmとブリエンツ・ロートホルン鉄道の機体とは異なるものなっている。

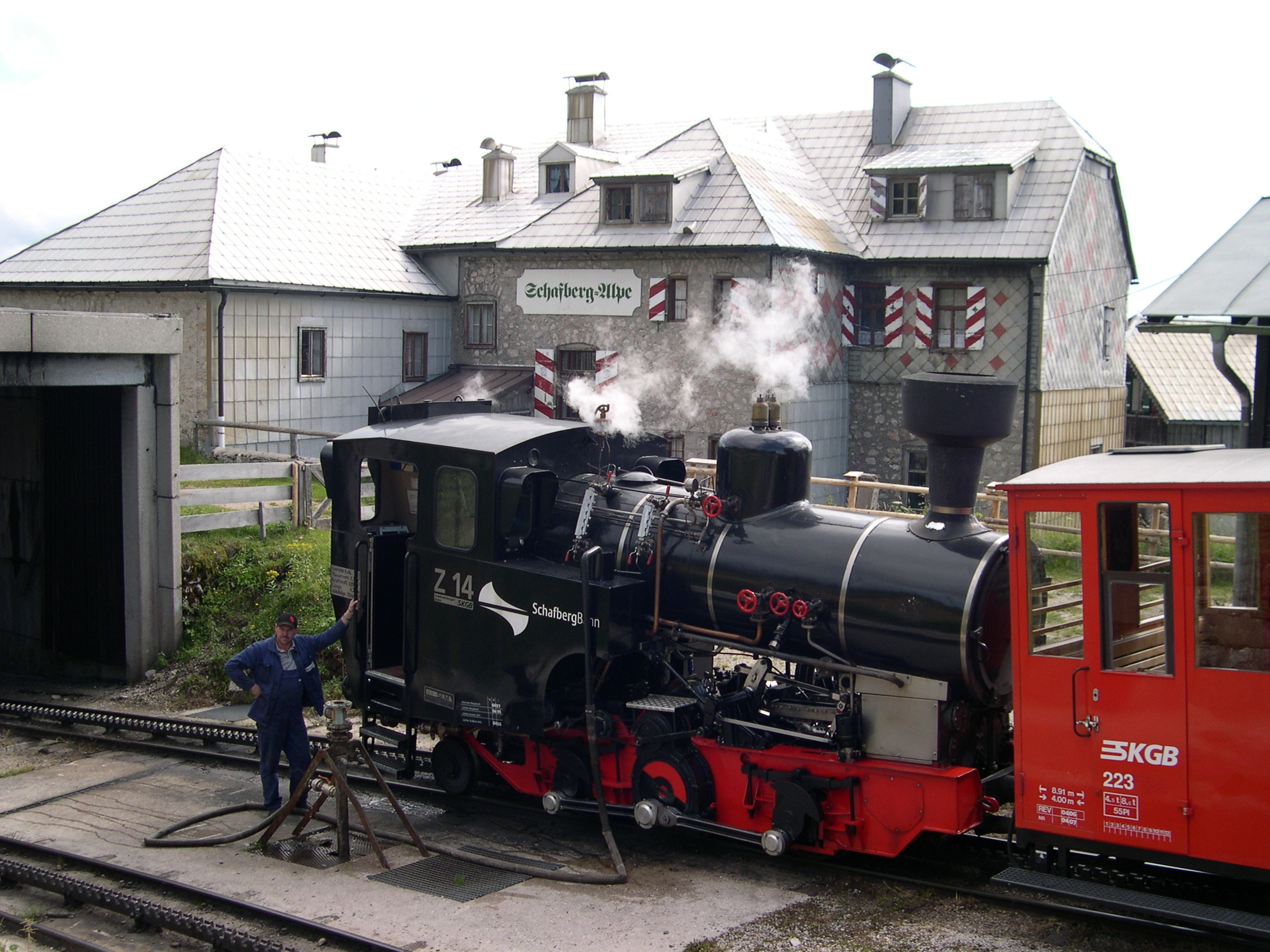
シャフベルク線で使用されるZ14号機
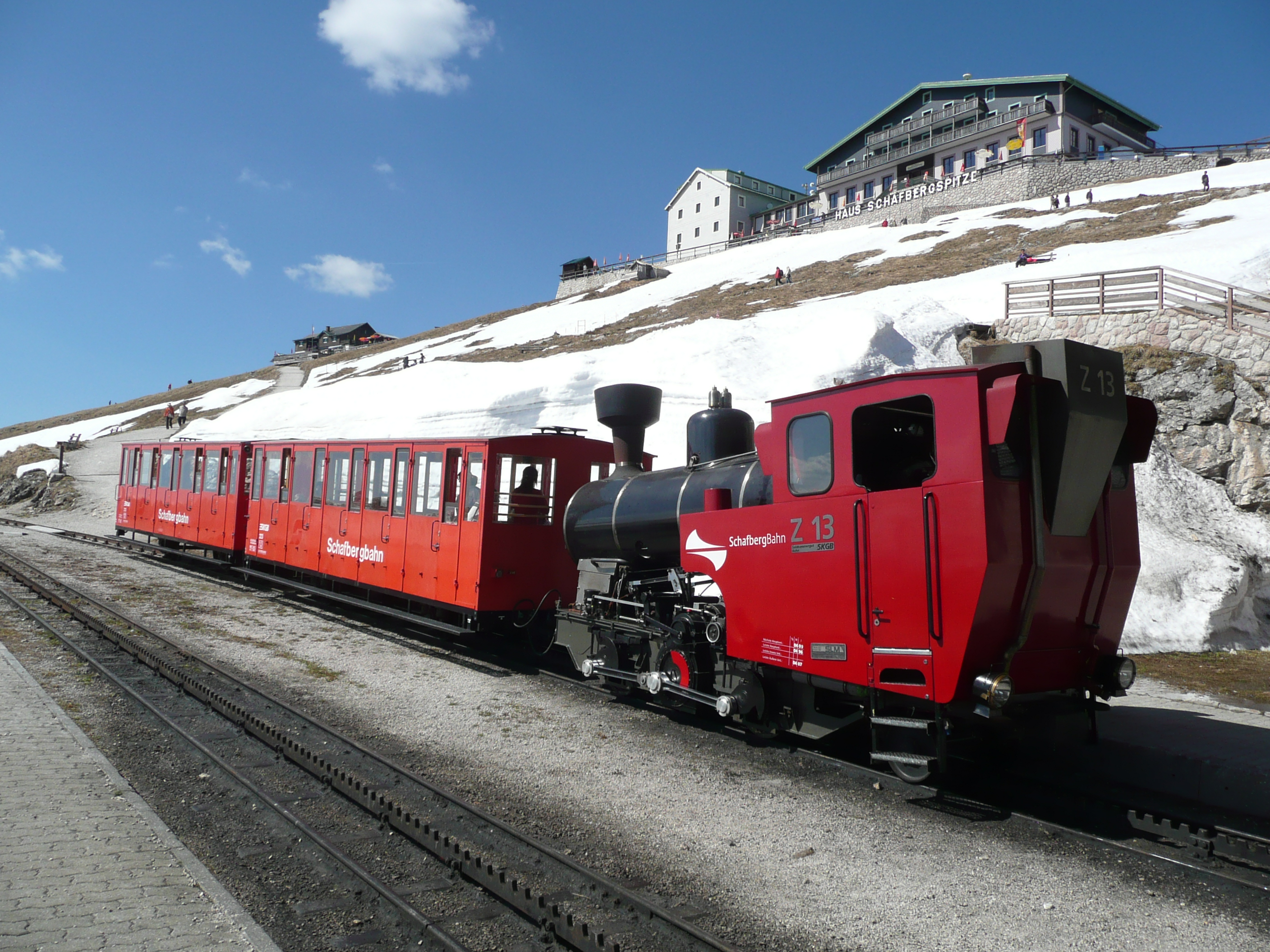
同じくZ13号機、ブリエンツ・ロートホルン鉄道の機体と比較して軌間、車輪径などが異なる
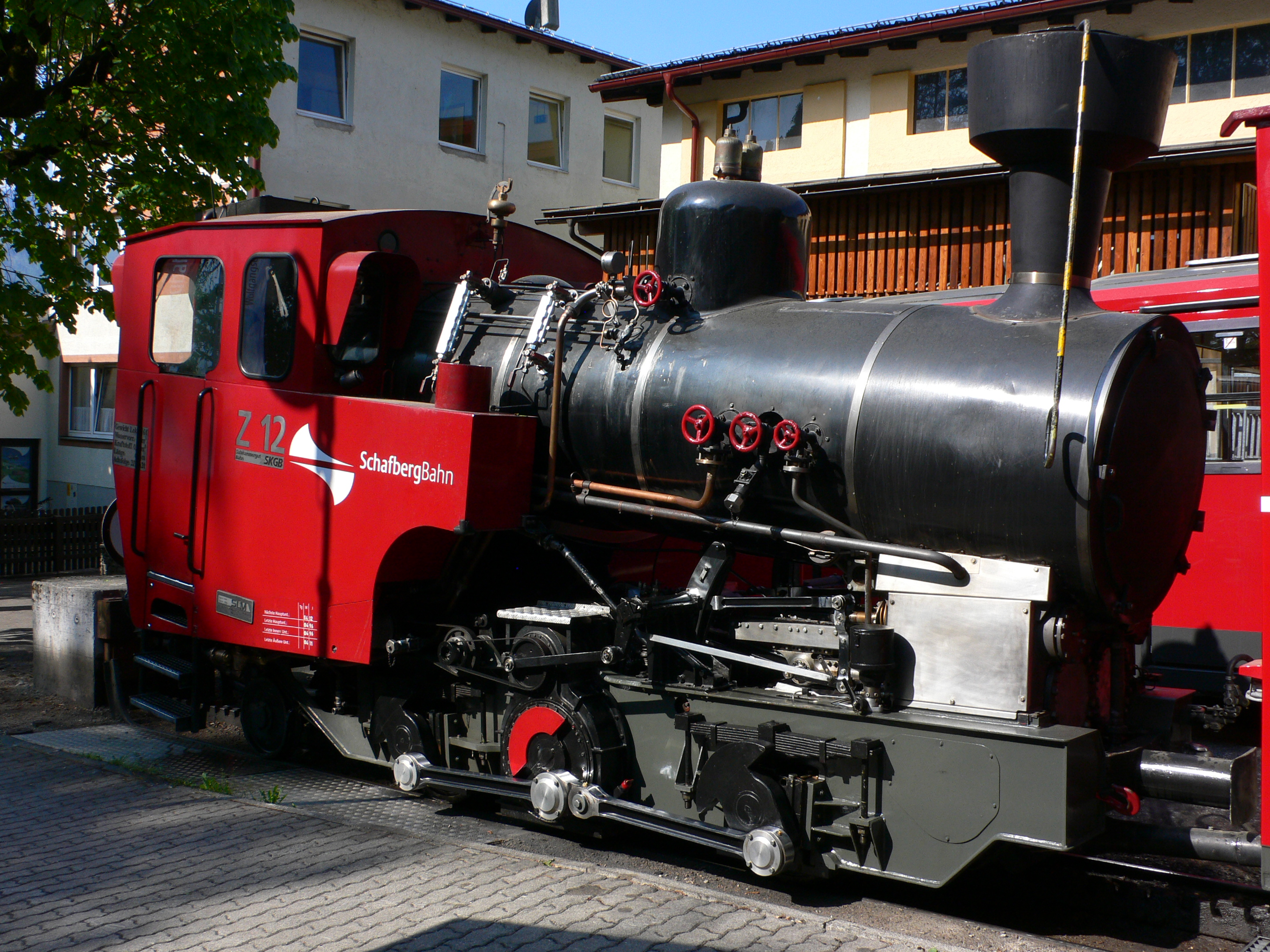
同じくZ12号機
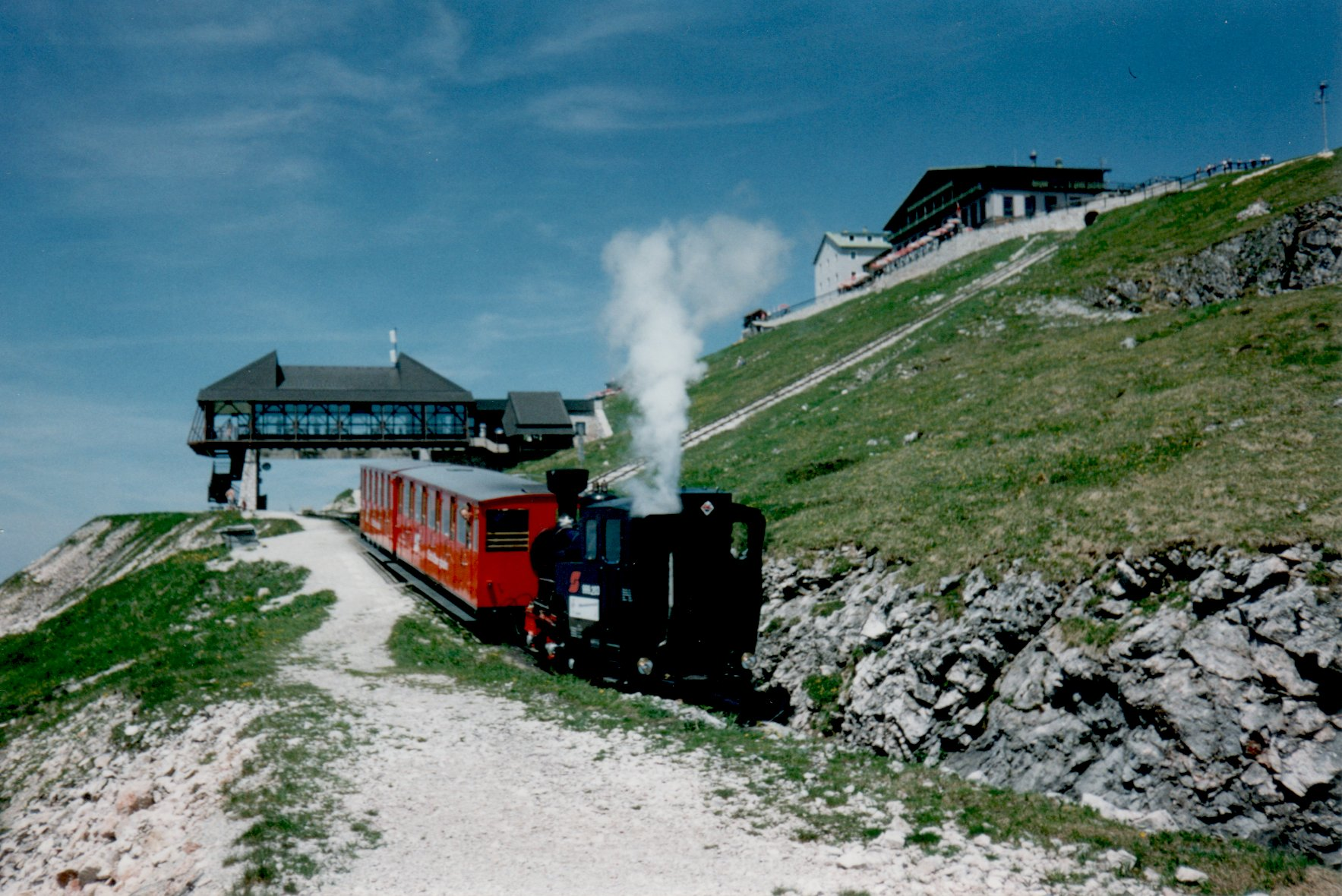
シャフベルク線の山頂駅付近を走行するオーストリア国鉄時代の999.2形